# 天主教盧加諾教區
天主教盧加諾教區（拉丁語：Dioecesis Luganensis）是瑞士一個羅馬天主教教區，直屬教廷。
範圍包括提契諾州，教座位於盧加諾。2011年，有241,000名教友，估轄區總人口76%，有256個堂區、257名司鐸、6名終身執事、61名修士、379名修女。現任教區主教為皮耶·格蘭帕。
教區成立於1887年9月7日，但與巴塞爾教區合併，由一名宗座署理管理，1971年3月8日分開。

盧加諾教區管轄範圍圖